# Gérald Morin
 (mai 2017).
Si vous disposez d'ouvrages ou d'articles de référence ou si vous connaissez des sites web de qualité traitant du thème abordé ici, merci de compléter l'article en donnant les références utiles à sa vérifiabilité et en les liant à la section « Notes et références ».
Gérald Morin (né en 1961 à Green Lake, Saskatchewan) est un homme politique métis du Canada.

## Biographie
Il a été président du Ralliement national des Métis de 1993 à 2003 et la Nation métisse de la Saskatchewan.